# カーウィン・マシューズ
カーウィン・マシューズ（Kerwin Mathews,  1926年1月8日 - 2007年7月5日）は、アメリカ合衆国の俳優である。

## 来歴
1926年、ワシントン州のシアトルに生まれる。2歳の時にウィスコンシン州のジェーンズビルへ移住し、地元の高校を卒業後は第二次世界大戦に従軍した。退役後は同州の大学へ通い、演劇を学ぶ。1954年にロサンゼルスへ渡り、パサデナにある劇場で舞台デビュー。その演技力がコロンビア ピクチャーズのキャスティング・ディレクターの目に留まり、同スタジオと専属契約を結んだ。翌年にウィリアム・キャンベル主演の『Cell 2455, Death Row』などへ出演し映画デビューを飾っている。
その後もキャリアを積み、1958年にはレイ・ハリーハウゼンによる特撮映画として知られるアドベンチャー映画『シンバッド七回目の航海』でタイトルロールのシンバッドを好演。それ以降も、『ガリヴァー旅行記』を原案とした実写映画『ガリバーの大冒険』や『ジャックと豆の木』を原案とした『ジャックと悪魔の国』などのファンタジー、アドベンチャー映画の主人公を演じて印象を残している。アメリカ映画のほかに、イギリス、イタリアなどの映画へも出演し、国際俳優としても活躍した。

### 私生活
1978年に事実上俳優を引退し、サンフランシスコへ移住し、アンティーク専門店を経営した。

### 死去
2007年、心臓発作によりサンフランシスコで死去。81歳だった。

## 出演作品

### 映画
- Cell 2455, Death Row (1955)
- 5 Against the House (1955)
- ガーメント・ジャングル (1957)
- タラワ肉弾特攻隊 Tarawa Beachhead (1958)
- シンバッド七回目の航海 The 7th Voyage of Sinbad (1958)
- 前線命令 The Last Blitzkrieg (1959)
- FBIモスクワに潜入せよ Man on a String (1960)
- スパルタの若獅子 Saffo - Venere di Lesbo (1960)
- ガリバーの大冒険 The 3 Worlds of Gulliver (1960)
- 四時の悪魔 The Devil at 4 O'Clock (1961)
- 血の河 The Pirates of Blood River (1962)
- ジャックと悪魔の国 Jack the Giant Killer (1962)
- 惨殺! Maniac (1963)
- O.S.S.117 OSS 117 se déchaîne (1963)
- バンコ・バンコ作戦 Banco à Bangkok pour OSS 117 (1964)
- 暗黒街のエース Le vicomte règle ses comptes (1967)
- Battle Beneath the Earth (1967)
- Un killer per sua maestà (1968)
- A Boy... a Girl (1969)
- 鷲と鷹 Barquero (1970)
- 吸盤男オクトマン Octaman (1971)
- 現代狼男の怪 The Boy Who Cried Werewolf (1973)
- Nightmare in Blood (1977)

### テレビドラマ
- スペース・パトロール Space Patrol (1954)
- フォード・テレビジョン・シアター The Ford Television Theatre (1954, 1955, 1956)
- プレイハウス90 Playhouse 90 (1956)
- マチネー・シアター Matinee Theatre (1957, 1958)
- ディズニーランド Disneyland (1963)
- ジェネラル・ホスピタル General Hospital (1973)
- 鬼警部アイアンサイド Ironside (1972)